# Raymond Thamin
Raymond Thamin, né à Bayeux le 3 juin 1857 et mort le 5 avril 1933 à Paris (6e arrondissement), est un philosophe moraliste et universitaire français.

## Biographie
Raymond Thamin fréquente les lycées Châteauroux et Charlemagne, desquels il obtiendra un baccalauréat ès lettres.
Il intègre l'École normale supérieure en 1877, et est agrégé de philosophie en 1880. Le 7 juin 1895, il soutient et fait valider ses deux thèses de doctorat ès lettres, à la Faculté de Paris. La première, en latin, traite de certaines caractéristiques des enfants. La deuxième, en français, porte sur Saint Ambroise et la morale chrétienne au IVe siècle, à travers une étude comparée des traités "Des devoirs" de Cicéron et de Saint Ambroise.
Sa carrière universitaire débute en 1880, année au cours de laquelle il commence à enseigner au lycée de Coutances. Il exerce par la suite en qualité de maître de conférences de philosophie à la Faculté des lettres de Lyon (1884), puis devient professeur de philosophie au lycée Condorcet (1894). Il est suppléant de Jean-Félix Nourrisson au Collège de France de 1895 à 1899. Il est successivement recteur de l'Académie de Rennes (à partir de 1900) puis de Bordeaux (à partir de 1904). Il accède par la suite au statut de professeur de morale et science de l'éducation à la Faculté des lettres de Paris, poste qu'il occupera de novembre 1924 à septembre 1932, avant de prendre sa retraite en octobre de la même année.
Il se marie en janvier 1888 à paris avec Juliette Tremblay. De cette union naissent six enfants : Jean, Anne-Marie, Marc, Louis, Henri, et Thérèse.
Il est élu membre de l'Académie des sciences, belles-lettres et arts de Lyon en 1891, fait docteur honoris causa par l'université Laval au Québec en 1902 et membre de l'Académie des sciences morales et politiques en 1922.
Raymond Thamin est également à l'origine de conférences et de communications sur les problèmes pédagogiques au Canada et aux États-Unis (1902), en Italie (1903 et 1911), en Belgique (1905 et 1910) et Londres (1906). Il est également collaborateur de la Revue des Deux mondes, de la Revue politique et littéraire, de la Revue philosophique, de la Revue de métaphysique et de morale, ou encore de la Revue de l'enseignement supérieur.
Il est inhumé au cimetière du Père-Lachaise (76e division),.

## Choix de publications
- Un problème moral dans l'Antiquité, étude sur la casuistique stoïcienne, 1884
- Éducation et positivisme, 1892 Texte en ligne
- De Puerorum indole quaedam notantur, thèse de doctorat ès lettres, 1895 Texte en ligne
- Saint Ambroise et la morale chrétienne au IVe siècle, étude comparée des traités des «  Devoirs  » de Cicéron et de saint Ambroise, thèse de doctorat ès lettres, 1895
- Extraits des moralistes (XVIIe, XVIIIe, XIXe siècles), 1897
- Cours de morale à l'usage des jeunes filles, 1904 Texte en ligne
- L'Université et la guerre, 1916 Texte en ligne
- Pédagogie de guerre, pages recueillies par Raymond Thamin, 1920 Texte en ligne